# Anabasis prostrata
Anabasis prostrata là loài thực vật có hoa thuộc họ Dền. Loài này được Pomel mô tả khoa học đầu tiên năm 1875.